# Гардер, Доминик
Доминик Максимьен Гардер (фр. Dominique Maximien Gardères; 22 октября 1856, Биарриц — не ранее 1900) — французский конник, чемпион летних Олимпийских игр 1900.
На Играх Гардер, вместе со своей лошадью Орес, участвовал только в соревнованиях по прыжкам в высоту, в котором, с результатом 1,85 м, он разделил первое место с итальянцем Джованни Джорджо Триссино, выиграв золотую медаль.